# Діана (фільм)
«Діана» (англ. Diana) — фільм німецького режисера Олівера Гіршбіґеля за біографічною новелою Кейт Снел «Діана: Її останнє кохання» (Diana: Her Last Love).

## Сюжет
Екранізація останніх днів життя принцеси, чиє ім'я знала майже кожна людина світу. Вже практично повністю зруйновано королівський шлюб, вже королівський дім намагається максимально відсторонитися від «незручної» для чистоти аристократичного імені Діани і навіть новий коханець, лікар-кардіохірург Гаснат Ган, розриває стосунки з обтяженою надмірною увагою публіки дівчиною. Та сумувати їй ніхто не дасть — обов'язки змушують їздити всім світом: Австралія, Пакистан, Боснія — всюди люди чекають на зустріч з красунею, яка попри тягар на серці завжди знайде можливість посміхнутися і вислухати.

## В ролях
| Актор             | Персонаж                 |
| ----------------- | ------------------------ |
| Наомі Вотс        | Діана, принцеса Уельська |
| Невін Ендрюс      | Dr. Hasnat Khan          |
| Кес Анвар         | Dodi Fayed               |
| Лауренс Белчер    | Вільям, принц Уельський  |
| Harry Holland     | Генрі, принц Уельський   |
| Дуґлас Годж       | Поль Буррелль            |
| Джеральдін Джеймс | Oonagh Toffolo           |
| Чарльз Едвардс    | Patrick Jephson          |
| Мері Стоклі       | Асистентка Діани         |
| Джульєт Стевенсон | Соня                     |